# Anomianthus
- Commons
- Wikispecies

Anomianthus Zoll.  é um género botânico pertencente à família Annonaceae.
As espécies do gênero são nativas do sudeste da Ásia.

## Espécies
Apresenta quatro espécies:
- Anomianthus argenteus
- Anomianthus auritus
- Anomianthus dulcis
- Anomianthus heterocarpus